# Sud Cinti

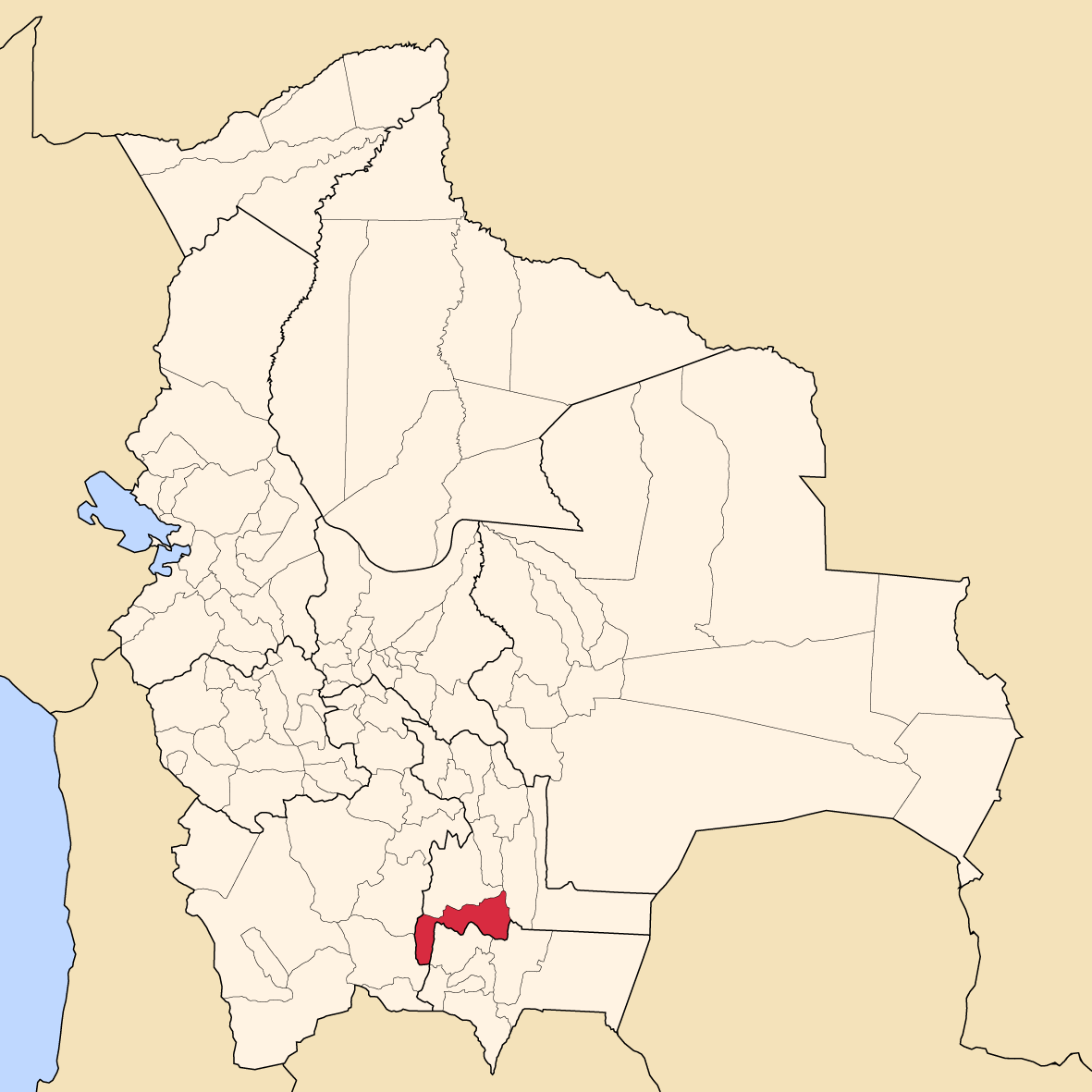
Provinsens läge i Bolivia

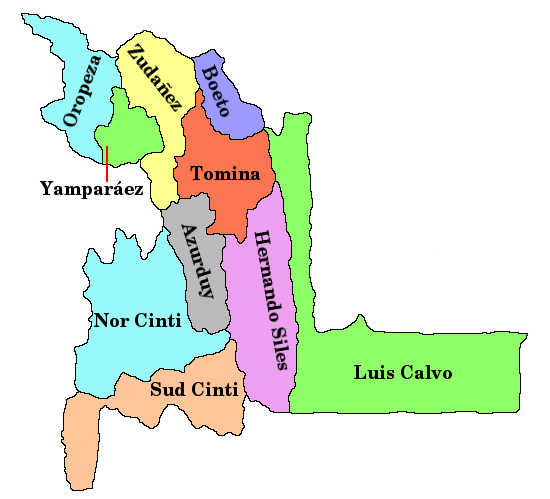
Provinser i Chuquisaca

Sud Cinti är en provins i departementet Chuquisaca i Bolivia. Den administrativa huvudorten är Villa Abecia.